# عبدالعزیز الیوسف
عبدالعزیز الیوسف (انگلیسی: Abdulaziz Al-Yousef؛ زادهٔ ۶ اکتبر ۱۹۸۸) یک ورزشکار اهل عربستان سعودی است.
از باشگاه‌هایی که در آن بازی کرده‌است می‌توان به باشگاه فوتبال الشباب عربستان سعودی و باشگاه فوتبال التعاون عربستان سعودی اشاره کرد.